# Albert Gutterson
Albert Lovejoy Gutterson (23. srpna 1887 Andover, Vermont – 6. dubna 1965 Burlington, Vermont) byl americký atlet, olympijský vítěz ve skoku do dálky.
Na olympiádě ve Stockholmu v roce 1912 zvítězil v soutěži dálkařů o 39 cm před druhým Kanaďanem Calvinem Brickerem výkonem 760 cm, což znamenalo nový olympijský rekord.